# Первая ойрато-маньчжурская война
Первая ойрато-маньчжурская война (Джунгаро-китайская война) — война в 1688/1690—1697 годах между ойратским Джунгарским ханством и маньчжурской империей Цин за контроль над территориями Халхи.

## Предпосылки
Ещё во время маньчжурского завоевания Китая Южная Монголия была включена в состав Цинской империи. Примерно в это же время на западе монгольских земель возникло Джунгарское ханство.
В 1680-х годах империи Цин удалось склонить некоторых правителей Халха-Монголии к принятию подданства маньчжурского императора. Такое положение дел беспокоило джунгарского правителя Галдана, который видел залог независимости монголов в их объединении. В 1688 году он вторгся в Халху и разгромил Тушэту-хана Чимид-Дорджи. В 9-м месяце 1688 года, оказавшись с остатками своих войск и людей у границ Цинской империи, Тушэту-хан и Богдо-гэгэн I обратились к цинским властям с просьбой о принятии их в своё подданство вместе со всеми принадлежавшими им людьми. Часть монгольских правителей в следующие год-два последовала их примеру, напуганная учинённым Галданом разорением Халхи; кроме того, часть халхасцев ушла на Кукунор к ойратам, управляемым потомками Гуши-хана, а часть — в Россию.
Цинский государственный совет, обсудив ситуацию, пришёл к выводу, что Тушэту-хан первый напал на ойратов, и избрал тактику выжидания: стремясь оттянуть время, маньчжуры предложили Тушэту-хану и Галдану возобновить переговоры о мире, будучи уверенными, что стороны не примирятся. В 1689 году маньчжурский император обратился за посредничеством к Тибету, предлагая Галдану перейти в цинское подданство.
В начале 1690 года из Цинской империи в Халху был послан сановник Вэньда с заданием тайно разведать положение дел у Галдана. Из его информации, а также в результате опроса тибетского посла Талайкяньбу у заставы Цзяюйгуань стало известно, что Галдан находится в Кобдо и собирает войска для похода на Халху, но его племянник Цэван-Рабдан и бывшая жена Галдана Ату-хатун, принявшая сторону Цэван-Рабдана, постепенно переселились в старые земли Галдана, и многие подданные Галдана бегут от него к Цэван-Рабдану, а в войсках Галдана хотя и насчитывается несколько тысяч воинов, но очень мало лошадей. Лазутчики, подтверждая сведения тибетца, доносили, что у Галдана два человека садятся на одну лошадь, а те, кому не хватает оружия, рубят деревья, чтобы вооружиться.
Цинские власти пришли к выводу, что Галдан решился на поход в юго-восточные районы Халхи; чтобы удержать своих людей, он вынужден был разрешить им грабить халхасцев. Маньчжурский император начал готовиться к войне, привлекая для этого прежде всего подчинённых ему монголов. В мае 1690 года было решено, что в авангарде выступят чахары, а за ними — «восьмизнамённая армия», причём военачальники получили распоряжение увеличить в отрядах число пушек. Выступавшим на стороне маньчжуров халхасцам было разрешено заказать для себя оружие в Китае.
В связи с тем, что Галдан, явно рассчитывая на русскую помощь, двигался вниз по Керулену, находившемуся в Пекине русскому представителю Лощанинову было заявлено, что, если Россия окажет помощь Галдану, то это будет расцениваться как нарушение мирного договора 1689 года. То же самое объявил в Нерчинске и цинский посол Сонготу. Поэтому, когда к местному воеводе Скрипицыну прибыл Аюка-Дархан-Хашка с письмом от Галдана, тот ответил, что не имеет прав на то, чтобы дать ратных людей в помощь ойратам Галдана.
Опасаясь вторжения Галдана в Маньчжурию, цинские власти срочно стали готовить её западные границы к обороне, одновременно решив нанести контрудар. После подачи просьбы Тушэту-ханом и Дзанабадзаром о вхождении их земель в состав Цинской империи маньчжурские власти считали Халху своей, и пребывание там Галдана являлось нарушением границ. А Галдану, лишившемуся в результате мятежа Цэван-Рабдана родового гнезда, было некуда деться. Не имея средств на содержание армии, он не мог отказаться от грабежей. Добившись того, чтобы халхасские ханы подчинились империи Цин, и заключив мир с Россией, Айсиньгьоро Сюанье твёрдо решил уничтожить Галдана и лично возглавил поход.

## Боевые действия
В 6-м месяце 1690 года две цинские армии выступили в поход на Галдана. Одна из них шла из Маньчжурии в направлении реки Керулен, другая — с юга, из района городов Калган и Хух-Хото, в направлении реки Тола. В походе участвовали маньчжуро-китайские войска, а также отряды южных монголов и халха-монголов.
Галдан со своими войсками в это время находился в лагере на реке Улдза на северо-востоке Халхи. Корпус Арани атаковал его лагерь 21 июля 1690 года. Ойраты, используя огнестрельное оружие, отразили атаку цинских войск, а затем ударили по ним с флангов и нанесли Арани поражение. Арани отступил, а Галдан двинулся на юг, в район реки Шара-Мурэн, где ограбил кочевья учжумуциньцев.
Маньчжурская армия, возглавляемая лично императором, подошла к ставке Галдана на Улан-Бутуне 1 августа, однако в четырёхдневном сражении так и не смогла разбить впятеро меньшее джунгарское войско. Галдан ушёл с остатками войск в направлении Кобдо, куда прибыл летом 1691 года. В его руках осталась часть Халхи, а другая постоянно находилась под угрозой его вторжения. Чтобы закрепить за собой Халху, Цинской империи нужно было уничтожить армию Галдана и, желательно, его самого.
В мае 1691 года маньчжурский император собрал в Долонноре съезд халхаских ханов и знати, призванный юридически оформить вхождение Халхи в состав империи Цин. Основным итогом совещания было административное включение Халхи в состав цинского Китая на тех же условиях, на которых входили «49 знамён» южных монголов. О результатах работы Долоннорского съезда Сюанье в большом письме известил далай-ламу и попросил вернуть на прежнее место жительства тех монголов, которые во время прошедших войн бежали в Тибет.
Всю осень 1692 года Галдан пытался привлечь на свою сторону кого-либо из правителей Халхи, но безуспешно. В 1691—1692 годах ойратские посольства Зорикта-Хашки, Сунита и другие приезжали в Иркутск, Нерчинск и Тобольск, а посольство, возглавляемое Ачин-Хашки, побывало даже в Москве, но никаких практических результатов для Галдана эти посольства не имели.
Летом 1693 года маньчжурский император снова предложил Галдану принять цинское подданство. В конце 1693 года люди начали перебегать от Галдана в Цинскую империю. Весной 1694 года его оставил тайджи Бабай. Летом 1695 года в Китай просочились сведения о том, что Галдан думает от Цзяюйгуан через южные районы Хами по долинам рек Кундэлен-гол и Эдзин-Гол прорваться в Тибет, и цинские власти немедленно подняли войска в провинции Ганьсу, чтобы перехватить его и полностью уничтожить его армию.
В 1690-х годах войска Галдана-Бошогту, находившиеся на территории Халхи, постоянно участвовали в сражениях с маньчжуро-халхасскими объединёнными силами. Фактически, ойраты отражали натиск цинской армии, вторгшейся в Халху.
Ещё с 1694 года маньчжуры начали пропаганду против Галдана среди монголов и прочих верующих буддистов, уверяя, что «Галдан нарушил законы Цзонхавы и принял мусульманство». В начале сентября 1695 года маньчжурская разведка у Тамира столкнулась с разъездом Галдана и завязала с ним перестрелку. Цинские власти выслали войска, чтобы отрезать Галдану путь к югу, и выжгли пастбища по Кундэлен-голу и Эдзин-голу. К октябрю 1695 года Галдан достиг верховьев Керулена, пошёл на Толу и двинулся вниз по её течению, где с ним увиделся русский представитель, селенгинский толмач Гурий Уразов, искавший табуны, отогнанные на Толу из русских пограничных городов. Встреча Уразова с Галданом явилась причиной слухов о том, что русские, якобы, дали Галдану 60 тысяч ружей и обещали ему иную военную помощь.
Желая поскорее покончить с Галданом, Айсиньгьоро Сюанье в 10-м месяце 1695 года отдал войскам приказ двинуться в Халху по двум направлениям: западному — из Сианя и Нинся, и центральному — из столицы, лично возглавив поход. Из-за необыкновенно снежной зимы цинские войска были вынуждены приостановить движение. Многие из числа подданных Галдана тем временем перешли к Цэван-Рабдану. В конце февраля 1696 года армии возобновили движение; к ним присоединилась восточная армия, вышедшая из Маньчжурии. К началу мая армии приблизились к ставке Галдана на Керулене. Галдан, начавший отступление на запад, столкнулся с западной армией и 13 мая потерпел сокрушительное поражение на реке Тэрэлж, потеряв практически весь обоз и большую часть войска, с трудом сумев избежать пленения.
Император с армией повернул назад, однако, получив известия о том, что Галдан снова собирает своих людей, принял решение не посылать больших армий, а блокировать его, пользуясь сложившейся для него тяжёлой ситуацией в западной части Халхи, и ждать естественного хода событий. В связи с тем, что люди Галдана остались без юрт, и у них сохранилось очень мало скота, с наступлением зимы обстановка для ойратского хана могла стать гибельной. В ноябре 1696 года император приказал казне выкупить у хозяев всех ойратов, попавших в плен и обращённых в рабство, после чего отправил письма Галдану и его людям, призывая их перейти в цинское подданство и обещая в этом случае воссоединение с семьями.
Зимой 1696—1697 года Галдан оказался блокирован: с востока и юга ему не давали прохода цинские войска, с запада — войска Цэван-Рабдана. В мае 1697 года Галдан умер, по одной из версий, приняв яд. Чтобы не допустить надругательства над трупом, тело Галдана было немедленно сожжено.

## Итоги
Халха-Монголия была включена в состав империи Цин.